# Azjos z Samos
Azjos (gr. Asios) – grecki poeta z VII wieku p.n.e., autor zachowanego we fragmentach poematu o nieznanym tytule. Zachowane fragmenty opisują między innymi opis procesji na Samos w czasie święta Hery.